# Вильре (Об)
Вильре́ (фр. Villeret) — коммуна во Франции, находится в регионе Шампань — Арденны. Департамент — Об. Входит в состав кантона Шаванж. Округ коммуны — Бар-сюр-Об.
Код INSEE коммуны — 10424.
Коммуна расположена приблизительно в 170 км к востоку от Парижа, в 60 км южнее Шалон-ан-Шампани, в 45 км к северо-востоку от Труа.

## Население
Население коммуны на 2008 год составляло 67 человек.
| 1962 | 1968 | 1975 | 1982 | 1990 | 1999 | 2008 |
| ---- | ---- | ---- | ---- | ---- | ---- | ---- |
| 65   | 68   | 80   | 79   | 60   | 57   | 67   |

## Администрация
| Период | Период | Фамилия         | Партия | Примечания |
| ------ | ------ | --------------- | ------ | ---------- |
| 2001   | 2008   | Жан-Пьер Ларик  |        |            |
| 2008   |        | Жан-Мари Бержон |        |            |

## Экономика
В 2007 году среди 40 человек в трудоспособном возрасте (15—64 лет) 19 были экономически активными, 21 — неактивными (показатель активности — 47,5 %, в 1999 году было 60,0 %). Из 19 активных работали 18 человек (11 мужчин и 7 женщин), безработной была 1 женщина. Среди 21 неактивных 7 человек были учениками или студентами, 7 — пенсионерами, 7 были неактивными по другим причинам.

## Достопримечательности
- Церковь Сен-Фереоль (XVI век). Памятник истории с 1931 года[3]